# Луїза Прусська (1808—1870)
Луїза Прусська (нім. Luise von Preußen), повне ім'я Луїза Августа Вільгельміна Амалія Прусська (нім. Luise Auguste Wilhelmine Amalie von Preußen), 1 лютого 1808 — 6 грудня 1870) — прусська принцеса з династії Гогенцоллернів, донька короля Пруссії Фрідріха-Вільгельма III та принцеси Мекленбург-Штреліцької Луїзи, дружина принца Фредеріка Нідерландського, матір королеви Швеції та Норвегії Луїзи.

## Біографія
Народилась 1 лютого 1808 року у Кенігсберзі восьмою дитиною та четвертою донькою в родині короля Пруссії Фрідріха Вільгельма III та його першої дружини Луїзи Мекленбург-Штреліцької. Отримала ім'я на честь матері та однієї зі своїх предків, Луїзи Генрієтти Оранської. Хрестини відбулися у Кенігсберзькому кафедральному соборі. До купелі на знак єдності «нації» принцесу супроводжували представники різних верств населення. З її братів та сестер живими залишились Фрідріх Вільгельм, Вільгельм і Карл та сестри Шарлотта й Александріна.
Луїза з'явилась на світ у Кеніґсберзі, оскільки на той час там знаходилася резиденція її батьків. Це було зумовлено тим, що після Тільзитського миру Пруссія втратила половину територій, стала залежною від Франції, а Фрідріху Вільгельму III з родиною було заборонено повертатися до Берліна. Матір часто хворіла та скаржилася на поганий клімат місцевості. Взимку 1808—1809 років батьки вісім тижнів провели у Санкт-Петербурзі. У жовтні 1809 року в Луїзи народився молодший брат Альбрехт.
23 грудня 1809 року, з дозволу Наполеона, родина повернулася до Берліна і була радісно зустрінута народом. Проте, вже у липні наступного року королева померла. Дівчинці на момент смерті матері було два з половиною роки.
У 1823 році Луїзі зробив пропозицію її кузен Фредерік Оранський, з яким вони разом зростали при берлінському дворі. Він був другим сином Віллема I, правлячого короля Об'єднаного королівства Нідерландів, створеного після Віденського конгресу. Заручини відбулися, однак укладення шлюбу відклали на два роки через юний вік нареченої.
Для новоствореного королівства цей союз означав укріплення міжнародних позицій монархії на європейському просторі. Офіційний вісник від 1 листопада 1824 року зазначав, що шлюб «обіцяє щастя другому синові короля та інтересам нації, оскільки дружні відносини між королівськими родинами і дворами Пруссії та Нідерландів будуть все більше зміцнюватись».
Весілля відбулось 21 травня 1825 року в Берліні. Луїзі на той час виповнилося 17, Фредеріку — 28 років. Святкування в столиці тривало 6 днів, а згодом продовжилося у Брюсселі та Левені. До Гааги подружжя прибуло вже восени. Спершу оселились у палаці на центральній площі Гаазі, а згодом перебралися до відремонтованого палацу на вулиці Korte Voorhout. У шлюбі принцеса народила четверо дітей. Розмовляли в родині німецькою мовою. Обслуговчий персонал також спілкувався рідною мовою принцеси.

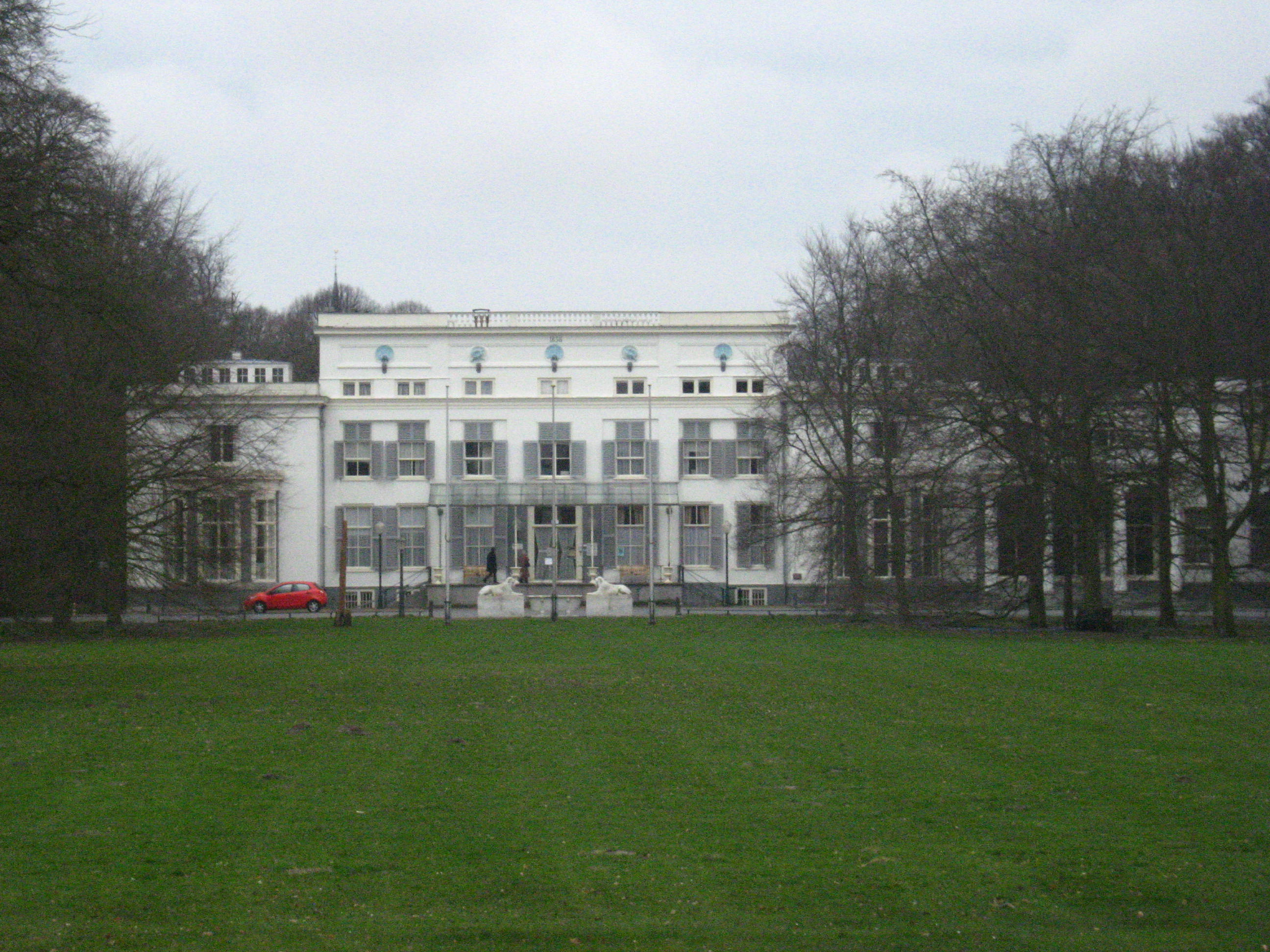
Huize De Paauw

У 1838 році подружжя купило кілька маєтків у Вассенаарі. Садиба De Paauw спочатку використовувалась як літній будиночок, а згодом стала постійною резиденцією. Сад при ній був спроектований відомими ландшафтними дизайнерами Едуардом Петцольдом та Яном Давідом Зохером, із консультаціями самої Луїзи. У 1846 році Фредерік придбав ще й замок із ландшафтним парком в англійському стилі у Бад-Мускау, який використовував як гостьовий дім.
В політику принцеса не втручалася. Вела обширне листування із родичами, часто їздила до них у гості. Бувала у сестри Шарлотти в Росії, у брата в Пруссії, а після одруження доньки Луїзи — ще й у Швеції. Навідувала також сілезькі володіння чоловіка.
1869 року, наслідуючи приклад королеви Пруссії Августи, заснувала притулок для хлопчиків в Гаазі, а згодом — школу-інтернат для дівчаток в Арнемі.
В останні роки життя Луїза Прусська боролася із тривалою хворобою. Лікувалася на курортах Швейцарії та Німеччини. Померла 6 грудня 1870 року в 62-річному віці у своєму будинку De Paauw. Поховали принцесу 21 грудня у королівському склепі Нової церкви Делфту. Чоловік пережив її на одинадцять років і пішов з життя, будучи найстарішим членом нідерландської королівської родини.

## Родина

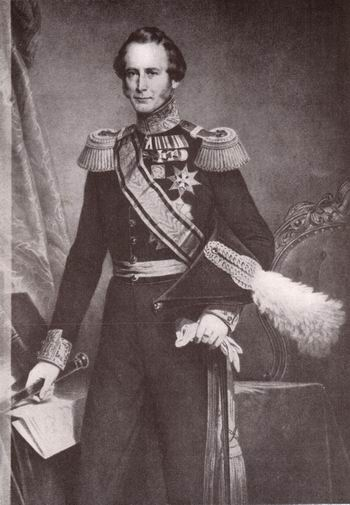
Фредерік Нідерландський

Чоловік — Фредерік Нідерландський
Діти:
- Луїза (1828—1871) — дружина короля Швеції та Норвегії Карла XV, мала сина та доньку;
- Фредерік (1833—1834) — помер в дитячому віці;
- Віллем (1836—1846) — помер в дитячому віці;
- Марія (1841—1910) — дружина князя Вільгельма Відського, мала шістьох дітей.

## Вшанування
16 квітня 1827 року на честь Луїзи Прусської була названа вулиця Luisenstraße у Берліні. Зараз знаходиться в районі Мітте.